# Surrey-Whalley (circonscription britanno-colombienne)
Pour les articles homonymes, voir Surrey et Whalley.
Circonscription électorale provinciale du Canada
Surrey-Whalley est une ancienne circonscription provinciale de la Colombie-Britannique représentée à l'Assemblée législative de la Colombie-Britannique de 1991 à 2024.

## Géographie
En 2020, la circonscription représente une partie de la ville de Surrey dans le district régional du Grand Vancouver.

## Liste des députés
| Législature                                                      | Années                                                           | Député                                                           | Député                                                           | Parti                                                            |
| Surrey-Whalley Circonscription issue de Surrey-Guildford-Whalley | Surrey-Whalley Circonscription issue de Surrey-Guildford-Whalley | Surrey-Whalley Circonscription issue de Surrey-Guildford-Whalley | Surrey-Whalley Circonscription issue de Surrey-Guildford-Whalley | Surrey-Whalley Circonscription issue de Surrey-Guildford-Whalley |
| ---------------------------------------------------------------- | ---------------------------------------------------------------- | ---------------------------------------------------------------- | ---------------------------------------------------------------- | ---------------------------------------------------------------- |
| 35e                                                              | 1991–1996                                                        |                                                                  | Joan Smallwood (en)                                              | Néo-démocrate                                                    |
| 36e                                                              | 1996–2001                                                        |                                                                  | Joan Smallwood (en)                                              | Néo-démocrate                                                    |
| 37e                                                              | 2001–2004                                                        |                                                                  | Elayne Brenzinger (en)                                           | Libéral                                                          |
| 37e                                                              | 2004-2005                                                        |                                                                  | Elayne Brenzinger (en)                                           | Indépendante                                                     |
| 37e                                                              | jan.-mai 2005                                                    |                                                                  | Elayne Brenzinger (en)                                           | Démocratique réformiste (en)                                     |
| 38e                                                              | 2005–2009                                                        |                                                                  | Bruce Ralston (en)                                               | Néo-démocrate                                                    |
| 39e                                                              | 2009–2013                                                        |                                                                  | Bruce Ralston (en)                                               | Néo-démocrate                                                    |
| 40e                                                              | 2013–2017                                                        |                                                                  | Bruce Ralston (en)                                               | Néo-démocrate                                                    |
| 41e                                                              | 2017–2020                                                        |                                                                  | Bruce Ralston (en)                                               | Néo-démocrate                                                    |
| 42e                                                              | 2020–2024                                                        |                                                                  | Bruce Ralston (en)                                               | Néo-démocrate                                                    |
| Circonscription abolie, voir Surrey City Centre                  |                                                                  |                                                                  |                                                                  |                                                                  |